# Bento de Abreu
Bento de Abreu é um município brasileiro do estado de São Paulo.

## História
O município foi fundado por Bento de Abreu Sampaio Vidal, originário de São Carlos e Araraquara. Na ocasião, o nome dado ao município foi Alto Pimenta, que era comarca de Valparaíso.[carece de fontes?]

## Geografia
Localiza-se nas coordenadas 21° 16' 15" S 50° 48' 43" O (porção noroeste de São Paulo), a uma altitude de 431 metros. Possui uma área territorial de 301,395 km².

### Demografia
Dados do Censo 2000
População Total: 2.394
- Urbana: 1.948
- Rural: 446
- Homens: 1.224
- Mulheres: 1.170

Mortalidade infantil até 1 ano (por mil): 7,31
Expectativa de vida (anos): 76,63
Taxa de fecundidade (filhos por mulher): 2,37
Taxa de Alfabetização: 89,96%
Índice de Desenvolvimento Humano (IDH-M): 0,802
- IDH-M Renda: 0,683
- IDH-M Longevidade: 0,860
- IDH-M Educação: 0,862

(Fonte: IPEADATA)

### Rodovias
- SP-300

## Infraestrutura

### Comunicações
O sistema de telefones automáticos foi inaugurado na cidade em 1982 pela Telecomunicações de São Paulo (TELESP), que também implantou o sistema de discagem direta à distância (DDD) em 1987 com o código de área (0186). Anteriormente a cidade era atendida pela Companhia de Telecomunicações do Estado de São Paulo (COTESP).
Na década de 90 o código DDD da cidade foi alterado para (018), para padronização do sistema telefônico com a telefonia celular que estava sendo implantada em todo o estado.

## Administração
- Prefeito: Genival Prates Alvez (2017–2020)[nota 1]
- Vice-prefeito: José Luis Marega
- Presidente da câmara: Luciano Grosso Figueiredo (2017/2018)

## Religião
O Cristianismo se faz presente na cidade da seguinte forma:

### Igreja Católica
- A igreja faz parte da Diocese de Araçatuba.[13]

### Igrejas Evangélicas
- Assembleia de Deus Ministério do Belém.[14][15]
- Congregação Cristã no Brasil.[16]